# Alise Willoughby
Alise Rose Willoughby, nata Alise Rose Post (Saint Cloud, 17 gennaio 1991), è una ciclista di BMX statunitense, medaglia d'argento nella gara di specialità ai Giochi olimpici di Rio de Janeiro 2016, e due volte campionessa del mondo.
Nel 2018 ha assunto il cognome Willoughby dopo il matrimonio con l'ex ciclista di BMX australiano Sam Willoughby.

## Palmarès
- Giochi olimpici

Londra 2012 - BMX: 12ª
Rio de Janeiro 2016 - BMX: 2ª
- Campionati del mondo di BMX

Pietermaritzburg 2010 - Elite: 3ª
Birmingham 2012 - Elite: 8ª
Auckland 2013 - Elite: 5ª
Rotterdam 2014 - Elite: 2ª
Heusden-Zolder 2015 - Elite: 8ª
Medellin 2016 - Elite: 3ª
Rock Hill 2017 - Elite: vincitrice
Baku 2018 - Elite: 7ª
Zolder 2019 - Elite: vincitrice